# Gora Makushka
Gora Makushka (englische Transkription von russisch Гора Макушка Gora Makuschka, deutsch ‚Kronenberg‘) ist ein Berg im ostantarktischen Mac-Robertson-Land. Er ragt östlich der Hay Hills auf dem Mawson Escarpment auf.
Russische Wissenschaftler benannten ihn deskriptiv.